# Short Tucano
Short Tucano je britanska licenčna verzija Embraerja EMB 312 Tucana. Short Tucano ima okorg 900 sprememb v primerjavi z originalnim Tucanom. 
Short Tucano je pri RAF nasledil reaktivnega BAC Jet Provost. Tucana za razliko poganja 1100 konjski turbopropelerski motor Garrett TPE331-12B. 
Glavni uporabnik so Kraljeve letalske sile (RAF), izvozna uporabnika sta Kuvajt in Kenija. Skupaj so zgradili 160 letal. 

## Specifikacije (Tucano)
Podatki iz Jane's All the World's Aircraft, 1988–1989 
Splošne karakteristike
- Posadka: 1–2
- Dolžina: 32 ft 4 in (9,85 m)
- Razpon kril: 37 ft 0 in (11,28 m)
- Višina: 11 ft 1¾ in (3,40 m)
- Površina kril: 208 ft² (19,3 m²)
- Teža praznega letala: 4447 lb (2017 kg)
- Maks. vzletna teža: 7220 lb (3275 kg)
- Pogon letala: 1 ×  turboprop Garrett TPE331-12B, 1100 KM (820 kW)

 Zmogljivost 
- Neprekoračljiva hitrost: 300 vozlov (322 mph, 518 km/h)
- Maks. hitrost: 274 vozllov (315 mph, 507 km/h) (na višini 10000–15000 ft)
- Hitrost porušitve vzgona: 69 vozlov (80 mph, 128 km/h) (S spuščenimi zakrilci in spuščenim podvozjem)
- Doseg: 900 nmi (1035 milj, 1,665 km)
- Višina leta: 34000 ft (10363 m)
- Hitrost vzpenjanja: 3510 ft/min (17,8 m/s)
- Obremenitev kril: 28,6 lb/ft² (140 kg/m²)
- Razmerje moč/teža: 0,152 KM/lb (0,250 kW/kg)

Oborožitev

- 4x podkrilni nosilci za do 454 kg tovora (skupaj)